# Carangana
Carangana é uma vila e comuna rural da circunscrição de Iorosso, na região de Sicasso ao sul do Mali. Segundo censo de 1998, havia 12 875 residentes, enquanto segundo o de 2009, havia 17 299. A comuna inclui 9 vilas.